# Guadalentín
Le Guadalentín est une rivière espagnole, affluent du Segura.
Sa source se situe à Lorca, dans la province de Murcie. Traverse Lorca, Totana, Alhama de Murcia, Librilla, Murcie et se jette dans la Segura à Beniaján.